# Litvorový štít
Der Litvorový štít (deutsch Litvorovyspitze oder älter Wagnerspitze, eingedeutscht Engelwurzspitze, ungarisch Litvor-csúcs oder älter Wagner-csúcs, polnisch Litworowy Szczyt) ist ein 2423 m n.m. (nach anderen Angaben 2431 m n.m. oder 2413 m n.m.) hoher Berg in der Hohen Tatra in der Slowakei. Der Berg befindet sich am Hauptkamm der Hohen Tatra, zwischen dem Bergmassiv von Zadný Gerlach im Süden und dem Berg Velický štít und dem darauffolgenden Sattel Poľský hrebeň im Nordosten. Nach Nordwesten verläuft ein kurzer Seitenkamm mit sechs Felstürmen, die kollektiv Litvorové mníchy (deutsch Litvorovymönche oder Engelwurzmönche) heißen. Die angrenzenden Täler sind Velická dolina im Osten sowie Kačacia dolina im Westen und Litvorová dolina im Nordwesten, beide im Talsystem der Bielovodská dolina.
Der Bergname leitet sich vom slowakischen mundartlichen Namen für die Arznei-Engelwurz, litvor, ab. Diese Pflanze wächst in der Tatra auf Flächen von etwa 1000 m n.m. bis 1900 m n.m. und kam reichlich im angrenzenden Tal Litvorová dolina vor. Da die Engelwurz unter Kräutersammlern wegen ihrer Verwendung in der Heilkunde sehr geschätzt war, gingen die Bestände weit zurück. Die erste belegte Besteigung führte August Otto mit dem Bergführer Pavol Čižák am 12. August 1897 durch. Im Deutschen und Ungarischen hieß der Berg auch Wagnerspitze bzw. Wagner-csúcs nach einem Vorschlag von Otto, der sich des traditionellen Namens nicht bewusst war. Der Namenspate ist der deutsche Arzt Wilhelm Wagner, der häufig die Tatra besuchte und ehrenamtlich die schlesische Sektion des Ungarischen Karpathenvereins leitete. Allerdings konnte sich dieser Name nur bedingt durchsetzten und fiel nach dem Ersten Weltkrieg außer Gebrauch.
Der Berg liegt abseits touristischer Wanderwege und ist offiziell nur für Mitglieder alpiner Vereine oder mit einem Bergführer zugänglich.